# Aída Bortnik
Aída Bortnik (Buenos Aires, 7 de enero de 1938 - ibídem, 27 de abril de 2013) fue una guionista, periodista y escritora argentina. Tuvo una destacada participación en el cine argentino, principalmente en los años setenta, ochenta y noventa. Fue la primera escritora latinoamericana miembro permanente de la Academy of Motion Picture Arts and Sciences, desde 1986 hasta su muerte.

## Biografía
Cursó derecho, letras y filosofía en la Universidad de Buenos Aires. Egresó del Centro de Investigaciones del Instituto de Teatro de la misma casa de estudios y cursó seminarios de Argentores, de historia del arte y de historia de la literatura dramática.
Entre 1967 y 1976 se desempeñó como periodista en publicaciones como Primera Plana, La Opinión, Siete Días, Humor, Panorama y Semanario.
Como autora teatral estrenó Soldados y soldaditos en 1972, Tres por Chejov en 1974 (con Federico Luppi y Lito Cruz), Dale nomás en 1975 (con Susana Rinaldi) y Papá querido y Domesticadas en 1981. Trabajos suyos fueron editados en distintos países de América Latina, España, Estados Unidos, Canadá, Francia y Alemania, por universidades y revistas especializadas.
Dos películas con guiones suyos fueron nominadas al premio Óscar (de Estados Unidos): La tregua (como mejor película extranjera) y La historia oficial (como mejor película extranjera y mejor guion original), ganando la segunda como mejor película de habla no inglesa.
Durante la dictadura militar argentina se exilió en España entre 1977 y 1979. Allí, luego de trabajar como traductora para diversas editoriales, se desempeñó como guionista en la TVE. Asimismo, desarrolló guiones cinematográficos, entre ellos una adaptación de Zama (novela del también exiliado Antonio Di Benedetto ) a pedido del director cinematográfico Nicolás Sarquís.
Fue miembro fundador de Teatro Abierto. Participó del filme documental País cerrado, teatro abierto estrenado en 1990. Ganó el Premio Konex de platino a la mejor guionista argentina del decenio 1985-1994.
Fue asesora de la Universidad del Cine y del Sundance Film Festival. Ejerció la docencia en la Escuela Grupo Profesionales de Cine (1979-1981), la Escuela Superior de Artes Cinematográficas (1981-1983) y en el Taller de Autores Teatrales y Cinematográficos (1981-1983).

## Filmografía

### Guionista
- 1974: La tregua
- 1975: Una mujer
- 1976: Crecer de golpe
- 1979: La isla
- 1982: Volver
- 1985: La historia oficial
- 1986: Pobre mariposa
- 1989: Gringo viejo
- 1993: Tango feroz: la leyenda de Tanguito
- 1995: Caballos salvajes
- 1997: Cenizas del paraíso
- 2001: La soledad era esto

### Actriz/Participante
- 1990: País cerrado, teatro abierto.

## Premios y distinciones
Premios Óscar
| Año  | Categoría                 | Película            | Resultado |
| ---- | ------------------------- | ------------------- | --------- |
| 1986 | Mejor película extranjera | La historia oficial | Ganador   |
| 1986 | Mejor guion original      | La historia oficial | Nominado  |

- Premio Konex - Diploma al Mérito 1984 como una de las 5 mejores guionistas de la década en Argentina.
- Premio Cóndor de Plata al mejor guion original en 1986 por La historia oficial.
- Premio Ennio Flaiano en 1987 a los escritores.
- Premio al mejor guion original en 1987 en el IV Festival de Cine de Bogotá por Pobre mariposa.
- Primer Premio de la Asociación de Escritores de Andalucía en 1987 por Pobre mariposa.
- Su película Pobre mariposa fue seleccionada para la competencia oficial en el Festival de Cannes.
- Premio Colón de Oro a la mejor película en el Festival Internacional de Huelva por Pobre mariposa.
- En 1989 su película Gringo viejo fue seleccionada para inaugurar la muestra oficial del Festival Internacional de Cannes.
- Premio Cóndor de Plata nominada por mejor guion original en 1994 por Tango feroz.
- Premio Konex de Platino 1994 como mejor guionista de la década en Argentina.
- Primer Premio del Jurado de la Juventud en el Festival de San Sebastián por Tango feroz.
- Premio a mejor película seleccionada por el público en el Festival de Toronto por Tango feroz.
- Premio Cóndor de Plata nominada por mejor guion original en 1996 por Caballos salvajes.
- Premio Especial del Jurado en 1996 en el Sundance Film Festival por Caballos salvajes.
- Primer Premio del Público en 1996 en el Sundance Film Festival por Caballos salvajes.
- En 1996, Caballos salvajes fue seleccionada por el Museo de Arte Moderno de Nueva York.
- Premio Colón de Oro del Público por Caballos salvajes.
- Premio del Jurado de la Crítica Internacional en el Festival de Cine Iberoamericano de Huelva por Caballos salvajes.
- Primer Premio al mejor guion original de la Asociación de Escritores de Andalucía por Caballos salvajes.
- Primer Premio Nacional mejor guion original de ARGENTORES por Caballos salvajes.
- Primer Premio al mejor guion original en 1997 en el Guion Festival Internacional de La Habana por Cenizas del paraíso.
- Premio Goya a la mejor película extranjera en 1997 por Cenizas del paraíso.
- Primer Premio Nacional de ARGENTORES al mejor guion original en 1997 por Cenizas del paraíso.
- Premio Cóndor de Plata nominada por mejor guion original en 1998 por Cenizas del paraíso.